# Caissier
Pour l’article ayant un titre homophone, voir Kessier.
Cet article possède un paronyme, voir Kessié.
Le métier de caissier, au féminin caissière, consiste à tenir la caisse d'une entreprise ou d'une administration : l'exemple le plus connu est la caissière d'une grande surface, également désignée sous le terme hôtesse de caisse, au masculin hôte de caisse.

## Historique

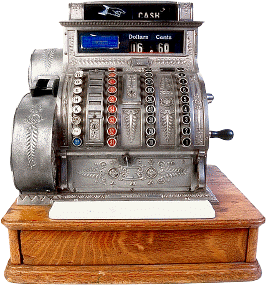
Une des premières caisses enregistreuses.

Le terme s'est transformé lors de l'émergence du secteur de la grande distribution, et désigne (au début du XXIe siècle) les employés dont la fonction principale est de faire passer devant eux les produits que les clients veulent acheter, afin de les facturer soit grâce à un clavier, soit en les passant devant un lecteur de code-barres.
Avant la diffusion des codes-barres et de leurs lecteurs, les caissiers devaient lire le prix affiché sur chaque produit. Cette méthode prend plus de temps pour le caissier, ainsi que pour les employés qui mettent les produits en rayon, et augmente les risques d'erreurs.
Au début du XXIe siècle, la caisse enregistreuse reliée au lecteur, enregistre chaque produit présenté, et sous la commande du caissier, calcule la somme du coût des produits. Le caissier doit alors encaisser la facture, dans une caisse protégée contre l'effraction.

## Fonctions supplémentaires

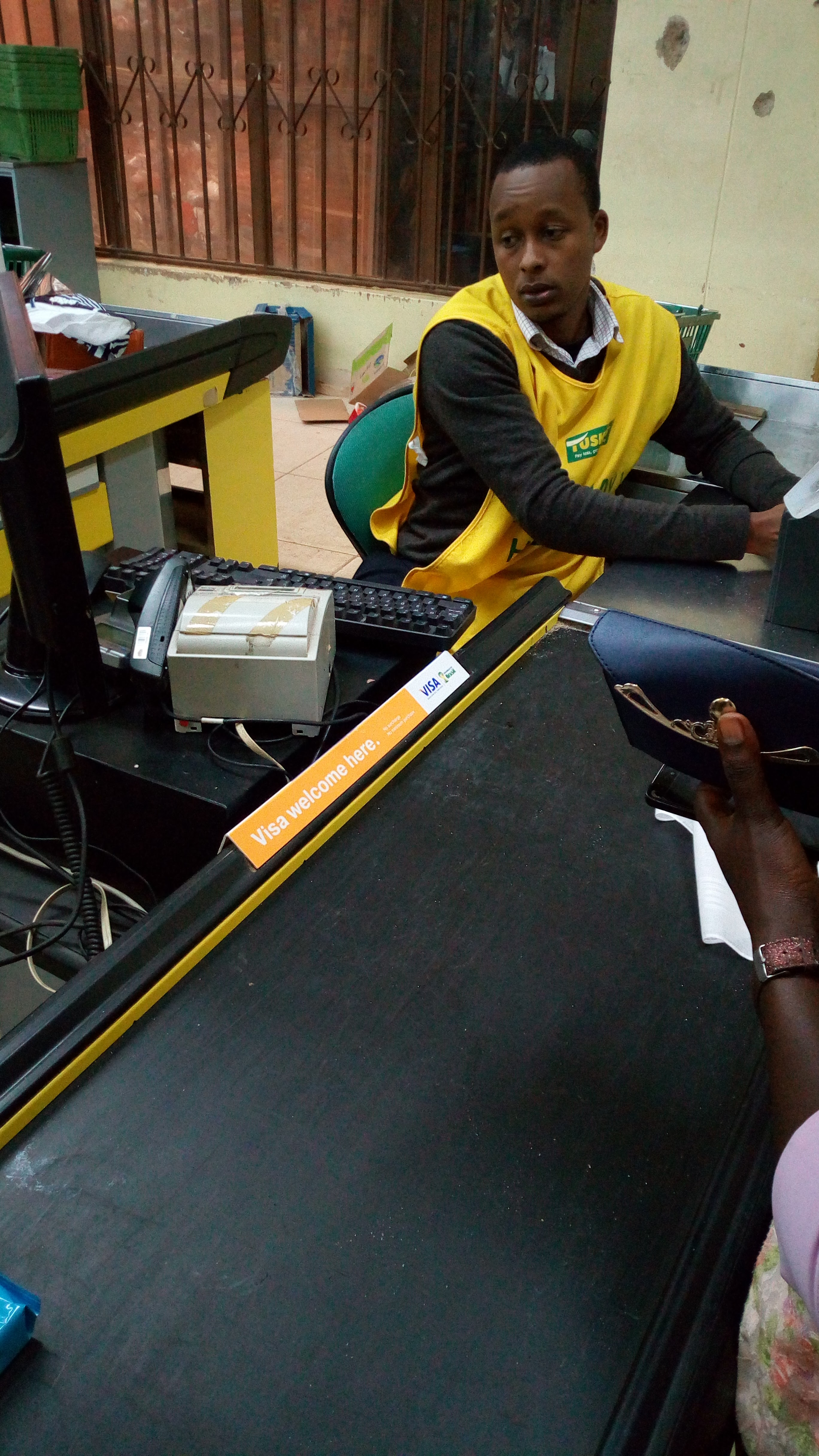
Un caissier au Kenya.

Plusieurs moyens de paiement existent, le paiement par chèque, par carte bancaire, et en espèces.
Les Tickets restaurant et chèques de solidarité alimentaire peuvent aussi être acceptés.
Certaines grandes surfaces permettent aux clients réguliers et aux PME un moyen de paiement différent, celui-ci consiste à noter tous leurs achats, et de leur permettre de payer une seule fois par mois la somme due.
Les caissiers doivent s'occuper de l'impression des factures éventuellement demandées par les clients, des bons de réduction souvent distribués par les grandes enseignes de la distribution, de vérifier les sacs et gérer les cartes de fidélité.
Étant au contact de la clientèle à tout moment, les caissiers doivent en théorie rester calmes, polis et souriants.
La ponctualité, la rapidité, la capacité d'organisation et de concentration sont des qualités requises. La concentration est importante car le milieu de travail est bruyant (radio, discussions, cris des enfants souvent impatients...). Ce travail peut engendrer des maux de dos et des tendinites aux bras, à cause du mouvement des mains répété, et de certains produits lourds.

## Pénibilité
Les caissiers effectuent de nombreux gestes qui entraînent une pénibilité ressentie. Ils scannent environ une tonne de marchandise par heure mais n’accèdent pas pour autant à la reconnaissance du port de charges lourdes (porter quinze kilogrammes au moins six cents heures par an). En effet, la fréquence des temps partiels dans ce métier et le mode de calcul de la pénibilité (en charge unitaire plutôt qu'en poids cumulé) ne leur permettent pas d'atteindre le seuil requis en France.
En outre, les caissiers souffrent généralement d'un étirement du plexus brachial (entre le cou et l'aisselle), mais cette maladie n'est pas recensée dans le tableau des maladies professionnelles.
Par ailleurs, aux États-Unis, il est d'usage que les caissiers travaillent debout, alors qu'en Europe ils disposent presque toujours d'un siège.

## Avenir
Plusieurs enseignes ont fait le pari de magasins ne disposant que de caisses en libre-service. Red Market (nl), lancé en Belgique en 2009, avec 100 % de caisses en libre-service, Fresh & Easy (en), lancée par Tesco en 2006, lequel ne sera rentable qu’à partir de 2013, et l’Intermarché de Rennes Longs Champs en 2009, qui essaiera un système composé très majoritairement de caisses en libre-service, avant d’en constater l’échec et de se réorienter vers des caisses traditionnelles.
En 2013, on dénombrait plus de 200 000 caisses en libre service dans le monde, et ce nombre n’a eu de cesse depuis d’augmenter.
Aux États-Unis, les conséquences de ce changement en profondeur du marché du travail sur la balance du nombre d’emplois, par le déploiement des caisses en libre-service avant la phase à venir du magasin complètement automatisé, sont sujettes à débat. Selon les statistiques du gouvernement américain, la population active aux États-Unis compte 3,4 millions de caissiers et caissières.
L'évolution engagée par les distributeurs se poursuit, certains magasins poussent l'automatisation encore plus loin, en proposant un système sans caisse et donc à fortiori sans hotes de caisse, comme chez Amazon Go. Des magasins gérés presque entièrement par des robots… Le modèle imaginé par la multinationale Amazon pose la question de la disparition des emplois non qualifiés.
En France, les dispositifs de caisses en libre-service sont principalement utilisés dans le secteur de la grande distribution. En 2019, ils sont installés dans 57 % des magasins. Pourtant, seuls 18 % des clients les utilisent.
En 2019, 271 000 caissiers (ou hôtesses et hôtes de caisse) sont recensés en France. Ils représentent environ 25 % de l’effectif de la grande distribution alimentaire. La profession est essentiellement féminine. La part des femmes dans les emplois en caisse traditionnelle ou en libre service a cependant diminué entre 1983 et 2011, passant de 84,8 à 78,5 %.

## Conditions de travail
Les conditions de travail font partie du débat entre employeurs, salariés, syndicats,.
Les caissiers font face à de nombreux risques liés à leurs conditions de travail qui doivent aussi faire partie du débat en complément des points de vue employeurs et salariés.
Certaines entreprises de la grande distribution tentent d'élargir leurs jours d'ouverture ou plages horaire en recourant uniquement aux caisses en libre-service, ce que dénoncent les organisations syndicales, par exemple FGTA-FO et la CGT concernant l'ouverture d'un Casino à Angers,,. En 2020, plusieurs enseignes mettent cette pratique à l'essai.
Sur le plan de l'hygiène, la pandémie de Covid-19 a donné lieu en 2020 à un questionnement sur la place des caisses en libre-service dans les commerces. Certains acteurs syndicaux, tel FGTA-FO, ont ainsi demandé aux clients de prioriser les caisses en libre-service afin de réduire les risques et d'appliquer les comportements-barrière. Les craintes relatives à la propagation du virus, ainsi que les enjeux en matière de flux, auraient incité les clients à privilégier cette technologie,. Au contraire, pour d'autres acteurs syndicaux, telle la CFDT de l'enseigne Auchan, la pertinence des caisses en libre-service pour réduire les risques serait limitée. Le syndicat considère notamment que les bugs de ces outils, du fait qu'ils nécessitent une intervention humaine de la part d'un hôte ou d'une hôtesse, iraient à l'encontre des comportements barrières.

### Articles Connexes
- Aide-caissier
- Caisse en libre-service